# 張世烈
張世烈（1542年—？），字丕楊，號葵亭，陝西延安衛人，明朝政治人物，進士出身。

## 生平
隆慶元年（1567年）丁卯科陝西鄉試第二十一名舉人。隆慶二年（1568年）中式戊辰科會試第三百九十四名，二甲第十七名進士。曾历任兵部武库司、职方司员外郎，出为青州府知府，改直隸永平府知府。十五年六月升山西兵备副使，十六年六月调阳和兵备，十九年加参政銜，二十二年六月起补山西参政，二十四年二月升山东按察使，二十六年五月升本省右布政使。

## 家族
曾祖張璁，指揮僉事；祖父張鏞；父張潔，指揮僉事。母閻氏，封恭人。慈侍下。